# 无锡云蝠大厦
31°34′47″N 120°17′44″E / 31.57986°N 120.29543°E

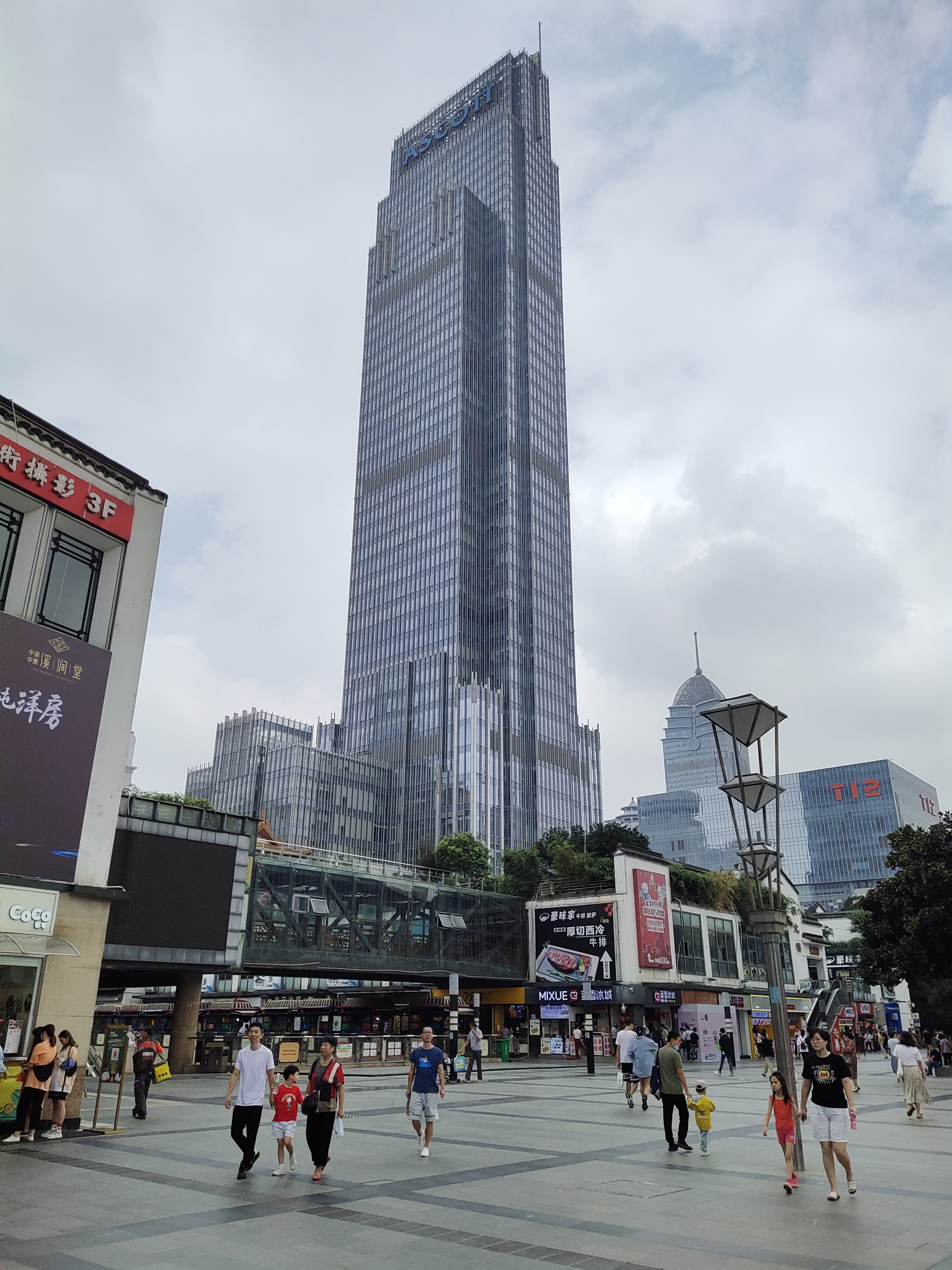
云蝠大厦

无锡云蝠大厦，是位于中华人民共和国江苏省无锡市梁溪区的一座摩天大楼。

## 特点
该大厦由中联程泰宁建筑设计研究院负责设计，中建八局第三建设有限公司负责建设。用地面积3841.4平方米，高249米，为超高層建筑。大厦东面和北面为无锡锡金公园，向西为中山路，南为中发大厦。云蝠大厦包括有公寓式酒店、高档办公、餐饮、高档时尚商场为一体的综合性商业大楼。但也有质疑称其修建导致城中公园面积大规模缩水。